# Ngựa nước kiệu Norfolk
Ngựa nước kiệu Norfolk là một giống ngựa đã tuyệt chủng có nguồn gốc ở East Anglia và Norfolk, Anh. Nó được cho là "một con ngựa có kích thước lớn và có nguồn gốc trong và xung quanh Norfolk."
Năm 1542, vua Henry VIII yêu cầu những người giàu có nên nuôi một số ngựa. Giống ngựa này đã được thiết lập tốt ở Norfolk, và sau đó được gọi là Ngựa nước kiệu Norfolk. Con ngựa giống có ảnh hưởng nhất trong lịch sử của giống ngựa này là ngựa lai Shales (sinh năm 1755), còn được gọi là "Shales cũ". Ngựa săn thuần chủng của Shales, Blaze (sinh năm 1733), là con ngựa đực, con của ngựa Flying Childers vĩ đại (hậu duệ của Darley Arabian, một trong ba con đực thuộc giống Ngựa Thoroughbred).
Ngựa nước kiệu Norfolk trở thành một giống ngựa du hành trên khắp nước Anh vào thời điểm này. Ở Yorkshire, giống ngựa này được biết đến với cái tên Ngựa nước kiệu Yorkshire. Cả hai giống cũng được gọi là Ngựa đi đường. Giống ngựa này được biết đến với chở mang một người đàn ông nặng với cự ly dài, và tốc độ lên tới 16-17 dặm / giờ.
Một nhà lai tạo Ngựa nước kiệu, Bellfounder đã được đưa đến Hoa Kỳ vào năm 1822 và ông đã chứng tỏ là một người có ảnh hưởng lớn trong việc thành lập Ngựa giống tiêu chuẩn bằng cách trở thành Hambletonia 10. Ngựa nước kiệu Norfolk cũng có ảnh hưởng mạnh mẽ đến một giống ngựa khác, đó là ngựa Hackney ngày nay.